# Stapleton (Alabama)
Stapleton ist eine kleine unincorporated community im Norden des Baldwin County, Alabama, Vereinigte Staaten.
Stapleton ist Teil der Metropolregion Daphne-Fairhope-Foley. Die Gemeinde liegt an der U.S. Route 31 und der Alabama State Route 59 und wurde mehrfach für eine mögliche Eingemeindung in die Städte Loxley oder Bay Minette in Betracht gezogen. Jedes Jahr im Herbst findet an der Stapleton Elementary School ein Bluegrass-Musikfestival statt. Die Grundschule hat rund 250 Schüler und unterrichtet von der Vorschule bis zur sechsten Klasse.

## Geschichte
Das erste Postamt des damaligen Ortes Canby, wie Stapleton ursprünglich hieß, wurde 1895 eröffnet. Wenige Jahre später überzeugten die Brüder Hamm aus Chicago die Louisville and Nashville Railroad (L&N), eine Nebenstrecke zwischen Bay Minette und Foley zu bauen. Bis 1905 war diese Bahnlinie, bekannt als Bay Minette & Fort Morgan Railroad, durch die dichten Kiefernwälder des Baldwin County verlegt, wobei Canby an der Strecke lag. Der Ort wurde kurz darauf zu Ehren von W. D. Stapleton umbenannt, da er maßgeblich für den Bau eines Bahnhofs verantwortlich war.
Die Bahn war ein wichtiger Wirtschaftsfaktor, und mehrmals täglich passierten Züge Stapleton auf dem Weg zum südlichen Ende des Countys und zurück. Ab 1936 stieg auch der Straßenverkehr, da die U.S. Route 31 von Atmore bis Stapleton die einzige asphaltierte Straße im Baldwin County war, abgesehen von einem kurzen Abschnitt in Bay Minette. In den 1970er Jahren fuhr die Bahn nur noch einmal täglich, inzwischen wurden die Gleise komplett entfernt.

## Bildung
Stapleton gehört zum Schulbezirk Baldwin County Public Schools System. Die Stapleton Elementary School deckt die Klassenstufen Vorschule bis zur 6. Klasse ab.